# کلی شاو (سیاستمدار)
یوجین کلی شاو جونیور (به انگلیسی: Clay Shaw) (۱۹ آوریل ۱۹۳۹–۱۰ سپتامبر ۲۰۱۳) حقوقدان آمریکایی و سیاستمدار جمهوری‌خواه بود که به عنوان شهردار فورت لادردیل خدمت کرد و از سال ۱۹۸۱ تا ۲۰۰۷ نماینده فلوریدا جنوبی در مجلس نمایندگان ایالات متحده بود.
شاو در میامی، فلوریدا به دنیا آمد. او در سال ۱۹۵۷ از دبیرستان ارشد ادیسون میامی فارغ‌التحصیل شد. او مدرک لیسانس بازرگانی را در سال ۱۹۶۱ از دانشگاه استتسون در فلوریدا دریافت کرد، جایی که به انجمن برادری سیگما نو پیوست، مدرک کارشناسی ارشد حسابداری در سال ۱۹۶۳ از دانشگاه آلاباما و مدرک حقوق را در سال ۱۹۶۶ از دانشکده حقوق دانشگاه استتسون دریافت کرد. شاو در ۲۲ اوت ۱۹۶۰ با امیلی کاستار سابق ازدواج کرد.